# Museumsgården Winsen
Museumsgården Winsen (Tysk: Museumshof Winsen) er et frilandsmuseum i Winsen (Aller) (de) i Niedersachsen, som blev grundlagt i 1982. Museet består af en typisk Saksergård i det sydlige Lüneburger Heide og andre bygninger, karakteristiske for regionen.